# War (mitologia perska)
War – (aw. Vara-, średnio per. Pers. War, war ī ǰamkerd) w mitologii perskiej to podziemne schronienie wybudowane przez Jimę (aw.), (sanskr. Jama), (pers. Dżemszyda) na polecenie Ahury w krainie Arianem Waedżo (Iranwedż), gdzie ludzie schronili się na 150 lat srogiej zimy. Mit Waru jest jednym z najważniejszych mitów starożytnych Persów wyznających zaratusztrianizm. Najstarsza wersja mitu znana jest z Awesty z księgi Wendidad, Fargard 21 I. II. 

## Lokalizacja Waru
Według źródła średnioperskiego Manog i Kharad, Mēnōj ī xrad (61.15) War był pod ziemią w Iranwedż (qv), podczas gdy, zgodnie z Bundahiszn (29.14), znajdował się pod górą Czamagan (?) w Persjanie. Współcześnie lokalizowany jest także w Azji na Uralu. (patrz przypis 4)

## Streszczenie mitu
I. Pierwsza część (2.1-2.20). Ahura Mazda proponuje Jimie, synowi Wiwanghaty (Wiwańgaty), by przyjął odeń prawo i przyniósł je ludziom. Jima odmówił, prosił jednak Ahura Mazdę, by pomógł mu zachować swoje stworzenia i sprawił, że będą prosperować. Ahura Mazda zgadza się i ustanawia Jimę opiekunem żywych stworzeń. Nastaje złoty wiek bez chorób i śmierci, który trwał 300 zim. Jima sprawia, że stworzenia rozwijają się, a ziemia Arjanem Waedżo mocą Armaiti powiększyła się na prośbę Jimy trzykrotnie by pomieścić nowe byty ludzi, zwierząt i roślin.
II. Druga część (II. 21 do końca). W obliczu straszliwej zimy, która ma zniszczyć każde żyjące stworzenie, a śnieg ma przykryć nawet najwyższe szczyty gór grubą warstwą (II.22-24). Jima, za radą i wskazówkami Ahury, buduje War (podziemną „arkę przetrwania”), aby utrzymać tam przy życiu najlepszych przedstawicieli każdego rodzaju ludzi, zwierząt i roślin. War według mitu miał być ogromnym czworobokiem o długości każdego boku po około 8 km (II.25), mającym trzy podziemne poziomy oddzielne dla ludzi i zwierząt. Poziom dla ludzi miał być wyposażony w mieszkania, podziemne galerie i tarasy (II.26). Na pierwszym największym poziomie miało być 9 ulic, na drugim 6 na trzecim 3 (tłumaczenie ulica niepewne, tunel?). Środkiem miał płynąć strumień dostarczający wodę. Mieszkańcy Waru mieli być skrupulatnie dobrani, nie mogli być to ludzie źli, chorzy, posiadający jakiekolwiek skazy, Podobny dobór dotyczył zwierząt i roślin (II.27-29). War miał posiadać cudowne oświetlenie: „War zapieczętujesz swoją złotą pieczęcią, i uczynisz drzwi i okno jaśniejące w środku” i dalej: “Są niestworzone światła i stworzone światła. (światła stworzone to ogień świecący od dołu rozpalany przez człowieka, a światła niestworzone to światła „świecące z góry (xᵛᵛδāta)”(II.40). Zwierzęta i ludzie w Warze mieli się mnożyć według surowego planu przez 150 lat przepowiedzianej zimy: “Co czterdziesty rok, każdej parze rodziło się dwoje dzieci mężczyzna i kobieta. I tak było także w przypadku każdego rodzaju bydła. A ludzie z Waru, który Jima stworzył, żyli najszczęśliwszym życiem w taki sposób przez 150 lat” (II.41). Dzięki budowie Waru ludzkość przetrwała.

## Interpretacje
Historia Jimy i jej późniejsze opracowania są podobne zarówno w mitologii indyjskiej, jak i bliskowschodniej, (w tym biblijnej i mezopotamskiej), chociaż znaczenie tych faktów jest kwestionowane. Dotyczy to także kwestii pochodzenia indoeuropejskiego. Termin vara (wojna w śr. pers.) oznacza pewnego rodzaju ogrodzenie, umocnienia (związane z murem, czyli z łacińskim vallum), albo dokładniej jaskinie (Geldner, 1926, s. 30, cyt. Hauschild, s. 25). n. 40; Gershevitch, 1974, s. 66-69; Kellens, 1999-2000, s. 732). Ma to być to samo słowo, co st. indyjskie valá, które Indra łamie lub burzy, aby uwolnić uwięzione krowy. Według Johannesa Hertela termin ten odnosi się do sklepienia niebieskiego; patrz krytyka Keitha (s. 621–23). War Jimy niektorzy uczeni (Zdanowicz 2002) identyfikują z Arkaim, warownym grodem kultury Sintaszta w rejonie południowego Uralu. W tej interpretacji mit Waru opowiada o gwałtownej zmianie klimatu i budowie obronnych grodów będących schronieniem ludzi. Popularne są również mniej naukowe interpretacje jakoby mit Jimy był niejasną reminiscencją epoki lodowcowej. Nie brakuje także spekulacji pseudonaukowych dotyczących światła w podziemiu i wiązania mitu z Atlantydą i kosmitami.